# 内田祥哉
内田 祥哉（うちだ よしちか、1925年5月2日 - 2021年5月3日）は、日本の建築生産学者、建築家。東京大学名誉教授。日本学士院会員。一級建築士資格所有。

## 経歴
東京都生まれ。内田祥三（建築構造学の大家で東京帝国大学学長を歴任）の二男。兄は、敗戦後まもなく夭逝した建築家内田祥文。
武蔵高等学校 (旧制)を卒業。東京帝国大学工学部建築学科卒業後、逓信省、電気通信省を経て、日本電信電話公社建築部（現・NTTファシリティーズ）に勤務。
1961年、東京大学工学博士。論文の題は「建築構法の分析と綜合の研究」。  
東京大学助教授-教授-名誉教授、明治大学教授、金沢美術工芸大学教授を歴任。1993年、日本建築学会会長。建築のシステム化と建築構法を研究。その成果は超高層建築からプレファブ住宅まで、幅広く活かされ、戦後の日本の建築業界に多大な影響を与える。多くの人材を育成したほか、有田陶磁器文化館、実験集合住宅NEXT21、明治神宮神楽殿など、建築の設計活動にも力を注ぐ。
1996年、日本建築学会大賞受賞。
2005年、瑞宝中綬章受章。
2010年、工学院大学工学部（現・建築学部）特任教授就任、日本学士院会員に選出される。
2014年、日本構造デザイン賞・松井源吾特別賞を受賞。
2021年5月3日、老衰のため死去、96歳。死没日をもって正四位に叙される。

## 主な著書
- 『プレファブ』 講談社、1968
- 『建築生産のオープンシステム』 彰国社、1977
- 『建築の生産とシステム』 住まいの図書館出版局、1993
- 『現代建築の造られ方』 市ヶ谷出版社、2002
- 『建築構法・第5版』 市ヶ谷出版社、2007
- 『日本の伝統建築の構法　柔軟性と寿命』 市ケ谷出版社、2009
- 『建築家の多様　内田祥哉研究とデザインと　建築家会館の本』 建築ジャーナル、2014
- 『内田祥哉　窓と建築ゼミナール』 門脇耕三・藤原徹平・戸田穣ほか編、鹿島出版会、2017
- 『内田祥哉は語る』 権藤智之・戸田穣編、鹿島出版会、2022。オーラルヒストリー

## 主な作品
| 名称                                       | 年                 | 所在地             | 状態 | 備考               |
| ------------------------------------------ | ------------------ | ------------------ | ---- | ------------------ |
| 名古屋第二西電話局 （NTT西日本笹島ビル）   | 1955年（昭和30年） | 愛知県名古屋市西区 |      |                    |
| 霞ヶ関電話局 （NTT霞ヶ関ビル）             | 1956年（昭和31年） | 東京都千代田区     |      |                    |
| 中央通信学園講堂 （NTT中央研修センタ講堂） | 1958年（昭和33年） | 東京都調布市       |      |                    |
| 内田祥哉邸（自邸）                         | 1961年（昭和36年） | 東京都杉並区       |      |                    |
| 目黒区立第一中学校                         | 1962年（昭和37年） | 東京都目黒区       |      | 共同設計：原広司   |
| 佐賀県立図書館                             | 1963年（昭和38年） | 佐賀県佐賀市       |      | 共同設計：高橋靗一 |
| 佐賀県立青年の家 （ユースピアさが）        | 1968年（昭和43年） | 佐賀県佐賀市       |      | 共同設計：高橋靗一 |
| 佐賀県立博物館                             | 1970年（昭和45年） | 佐賀県佐賀市       |      | 共同設計：高橋靗一 |
| 有田町歴史民俗資料館                       | 1978年（昭和53年） | 佐賀県有田町       |      |                    |
| 佐賀県立九州陶磁文化館                     | 1980年（昭和55年） | 佐賀県有田町       |      |                    |
| 武蔵大学中講堂                             | 1980年（昭和55年） | 東京都練馬区       |      |                    |
| 武蔵大学図書館                             | 1981年（昭和56年） | 東京都練馬区       |      |                    |
| 先人陶工之碑                               | 1982年（昭和57年） | 佐賀県有田町       |      |                    |
| 有田焼参考館                               | 1983年（昭和58年） | 佐賀県有田町       |      |                    |
| 武蔵大学科学情報センター                   | 1988年（昭和63年） | 東京都練馬区       |      |                    |
| ふるさとの館                               | 1990年（平成2年）  | 千葉市花見川区     |      |                    |
| 大阪ガス実験集合住宅NEXT21                 | 1993年（平成5年）  | 大阪市天王寺区     |      |                    |
| 明治神宮神楽殿                             | 1993年（平成5年）  | 東京都渋谷区       |      |                    |
| 武蔵大学守衛室                             | 1995年（平成7年）  | 東京都練馬区       |      |                    |
| 武蔵大学6・7号館                           | 1997年（平成9年）  | 東京都練馬区       |      |                    |
| 武蔵大学8号館                              | 2002年（平成14年） | 東京都練馬区       |      |                    |
| 顕本寺本堂                                 | 2003年（平成15年） | 大阪府堺市         |      |                    |
| 妙壽寺第二庫裡                             | 2006年（平成21年） | 東京都世田谷区     |      |                    |

## 内田祥哉研究室の出身者
建築家では、原広司、剣持昤、大野勝彦、隈研吾、大江匡、小泉雅生、深尾精一など。
ゼネコントップには、大成建設の山内隆司・村田誉之、大林組の白石達、清水建設の宮本洋一などがいる。